# بالگهایم
بالگهایم (به آلمانی: Balgheim) یک شهر در آلمان است که در تاتلینگن واقع شده‌است. بالگهایم ۱٬۰۳۹ نفر جمعیت دارد.